# Jill Henselwood
Gillian Henselwood, detta Jill (Ottawa, 1º novembre 1962), è una cavallerizza canadese, vincitrice della medaglia d'argento nel salto ostacoli a squadre alle olimpiadi di Pechino 2008.

## Palmarès
- Olimpiadi

Pechino 2008: argento nel salto ostacoli a squadre.
- Giochi panamericani

2007 - Rio de Janeiro: oro nel salto ostacoli individuale e argento a squadre.